# Austin 16
Pour un article plus général, voir Austin (automobile).

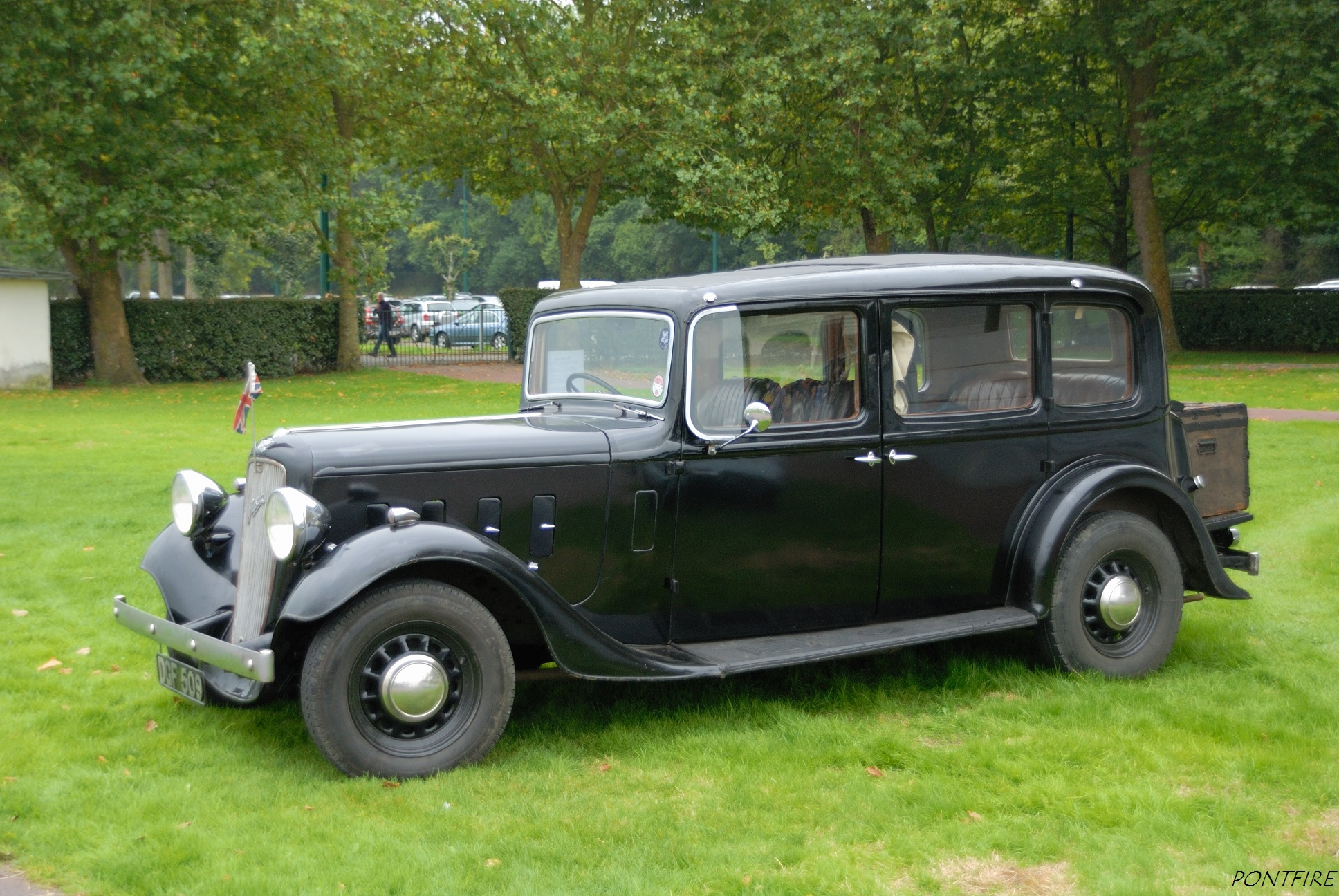
Limousine Chalfont "Sixteen" 18 hp 1936

L' Austin 16 légère 6 est une voiture britannique qui a été construite par Austin à partir de 1927. Annoncée en octobre 1927, les premières livraisons furent prévues pour le mois de mars 1928.
Pour distinguer la voiture de modèles de plus petite cylindrée dans la gamme, une plaque Austin Six a été fixée à la grille du radiateur.

## 1927
L'Austin Sixteen a été présentée comme une berline de gamme moyenne se situant au-dessus des modèles Seven et Twelve mais beaucoup plus petite que la 3,6 litres Twenty.
Le moteur à six cylindres était neuf, mais avait des similitudes avec le moteur monté sur la Twenty avec sa chaîne de distribution à l'arrière du bloc. Le design actuel avec la boîte de vitesses montée en unité avec le moteur et les ressorts semi elliptiques pour la suspension. Le verre de sécurité Triplex a été adapté sur toutes les vitres avant à partir de mars 1929.
Un large éventail de types de carrosseries était disponible au début, mais a été simplifié au fil des ans. Les coupés disparurent en 1930, suivis par la berline Weymann à carrosserie en tissu en 1931.

## 1934
En août 1933 diverses améliorations ont été annoncées pour les modèles 1934. La boîte de vitesses devient synchronisée sur les 3e et 4e et un autre moteur un peu plus gros (2 511 cm3) a été mis à disposition sans frais supplémentaires. Un début de boîte de vitesses automatique est disponible entre 1934 et 1936, mais peu vendu. Un plus long châssis à empattement de 3 000 mm est proposé en option.
De cette version 5 742 "16" et 2 630 "18" ont été produites.

### Transmission Hayes à selfselector
"Cela donne une conduite qui est automatique dans les changements de vitesse dans des limites définies facilement par le levier manipulable par un doigt et le pouce sur le haut du volant. La transmission réelle est réalisée par un système à rouleaux d'acier qui transmettent l'entraînement entre des roues en acier incurvées, le rapport étant modifié en basculant les rouleaux à différentes positions de rapport à engager avec des diamètres de roues différentes. Il n'y a pas d'engrenages - sauf pour la marche arrière - et une grande variation des rapports est disponible automatiquement. Les rouleaux d'entraînement sont bercés ou avancés en fonction du rapport par un système hydraulique et le pilote peut, grâce au petit levier au volant, modifier les performances en fonction des exigences des conditions routières. Sous le contrôle de ce réglage, le fonctionnement automatique assure une vitesse du moteur constante quelle que soit la traction nécessaire ou la résistance rencontrée sur la route, la transmission changeant de rapport afin de s'équilibrer à la résistance qui augmente ou diminue. La vitesse du moteur qui crée la pression d'huile dans le système de contrôle, tend à disposer les rouleaux afin de donner un rapport élevé. Cela est compensé par la réaction de la résistance à la traction, ce qui tend à donner un plus faible rapport. Une vanne entraînée par le mouvement du levier commandant la marche avant et arrière - idéalement placé au centre, comme l'habituel levier de vitesse - relâche la pression dans l'unité de commande hydraulique lorsque le levier est en position neutre et marche arrière, de sorte que le démarrage se fait toujours au rapport le plus bas."
"Le levier de commande actionné par le doigt et le pouce se situe dans un petit quadrant qui est marqué en haut "Trafic" puis "Haut" et en bas "Bas" et, enfin, "à Froid" avec des espaces entre les positions. Les Variations de ce levier régissent les vitesses du moteur. L'avant, le neutre et la marche arrière du levier central à main sont en gradin. Pour démarrer la voiture depuis l'arrêt, le conducteur appuie sur son embrayage, déplace de sa main le levier vers l'avant, et utilise l'embrayage de façon ordinaire, avec une légère accélération. Par la suite, l'ensemble de la conduite se fait à la pédale d'accélérateur, l'accélérateur permettant au moteur de fonctionner et de maintenir constante la vitesse maximale régie par le levier de commande sur la partie supérieure du volant par laquelle la puissance de freinage moteur peut aussi être régulée. Lorsque l'accélérateur est enfoncé après avoir été libéré, l'effet est assez similaire à celle d'une roue libre en cours d'utilisation, en ce que le moteur reprend la vitesse qui est adaptée à celle de la voiture. Le moteur est disponible comme un frein, et une plus grande puissance de freinage moteur peut être utilisée en déplaçant le levier de commande vers le bas" Le correspondant automobile du Times.

## 1935
De nouvelles améliorations ont été apportées en 1935. La gamme de carrosseries a été simplifiée, et ne proposait plus que les berlines maintenant il était seulement de 5 et 7 sièges. De l'extérieur le changement le plus évident est le pourtour de radiateur qui a été peint en couleur de la carrosserie plutôt que chromé, et un petit coffre externe a été ajouté à l'arrière qui contenant la roue de secours. La synchronisation a été ajoutée à la deuxième vitesse. Le plus gros moteur a été modifié pour n'avoir plus que quatre au lieu de huit paliers principaux.
| 1936        | Westminster berline (4-légère) 18 ou 16 ch | Chalfont berline (6-légère) avec division 18 ou 16 ch | York berline (6-légère) 18 ou 16 ch | Hertford berline (6-légère) 18 ou 16 ch |
| ----------- | ------------------------------------------ | ----------------------------------------------------- | ----------------------------------- | --------------------------------------- |
| Longueur    | 4 267 mm                                   | 4 470 mm                                              | 4 470 mm                            | 4 267 mm                                |
| Largeur     | 1 740 mm                                   | 1 740 mm                                              | 1 740 mm                            | 1 740 mm                                |
| Hauteur     | 1 791 mm                                   | 1 905 mm                                              | 1 791 mm                            | 1 791 mm                                |
| Empattement | 2 845 mm                                   | 3 048 mm                                              | 3 048 mm                            | 2 845 mm                                |

## 1937
En 1937, la dernière année de fabrication de cette voiture, le plus petit moteur Sixteen a été abandonné et des roues en tôle d'acier remplacent les roues à rayons.
Entre 1935 et 1937 12 731 unités ont été produites.

## Performances
La voiture munie du moteur 16 ch peut atteindre 97 km/h et consomme 13,5 L/100 km selon la carrosserie montée.

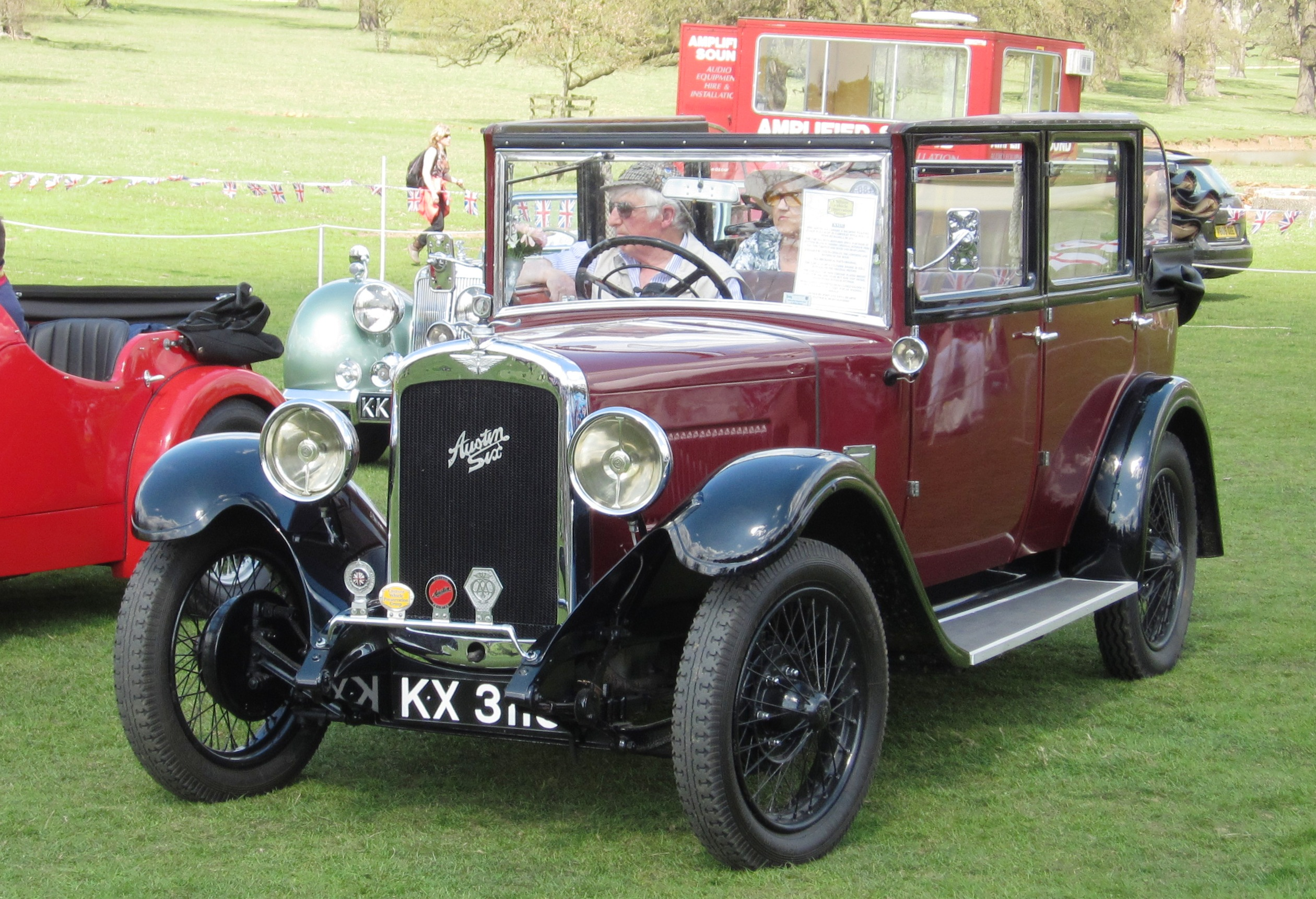
Sixteen avec carrosserie Tickford par Salmons 1929
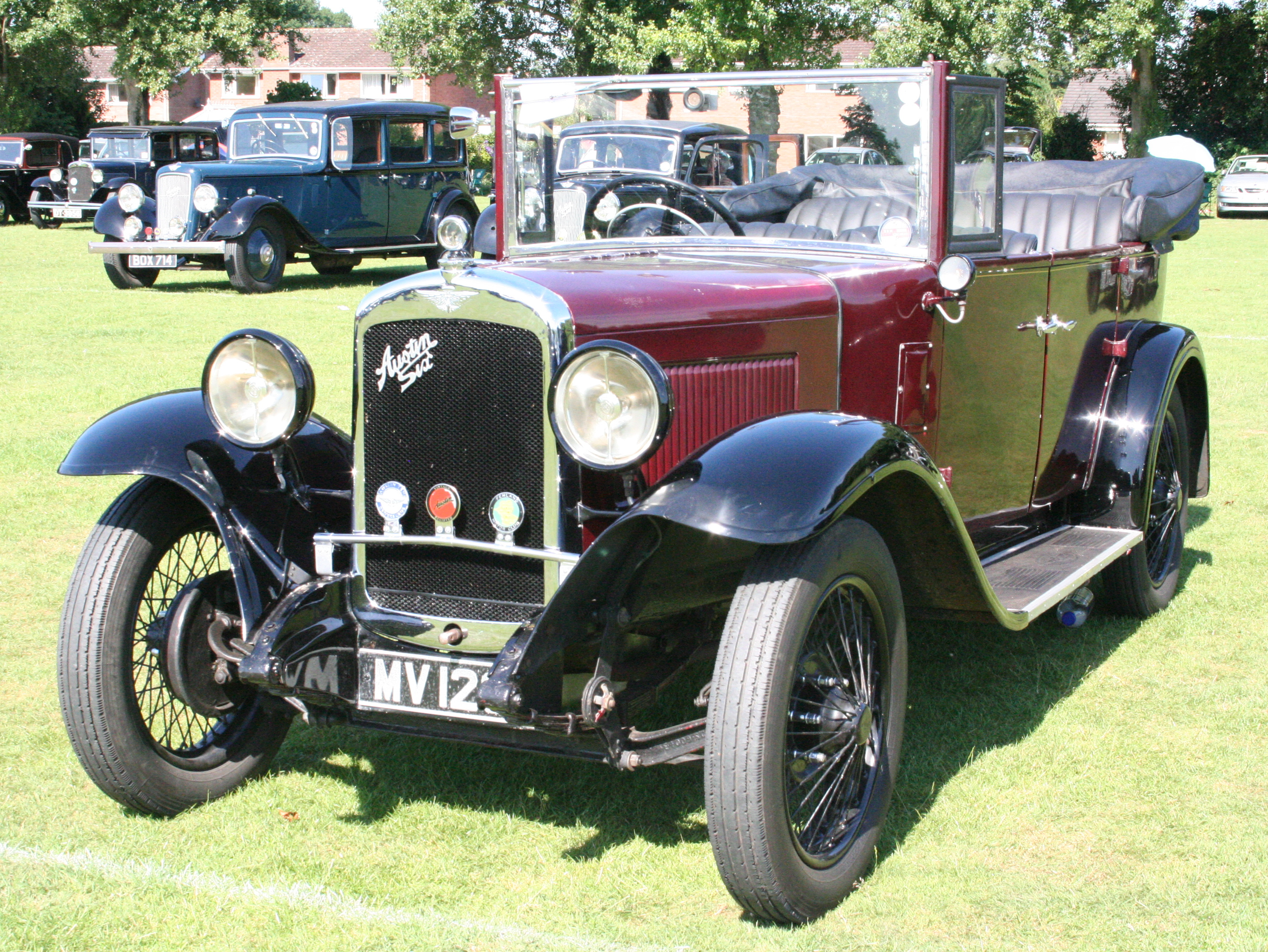
Open Road Sixteen 1932
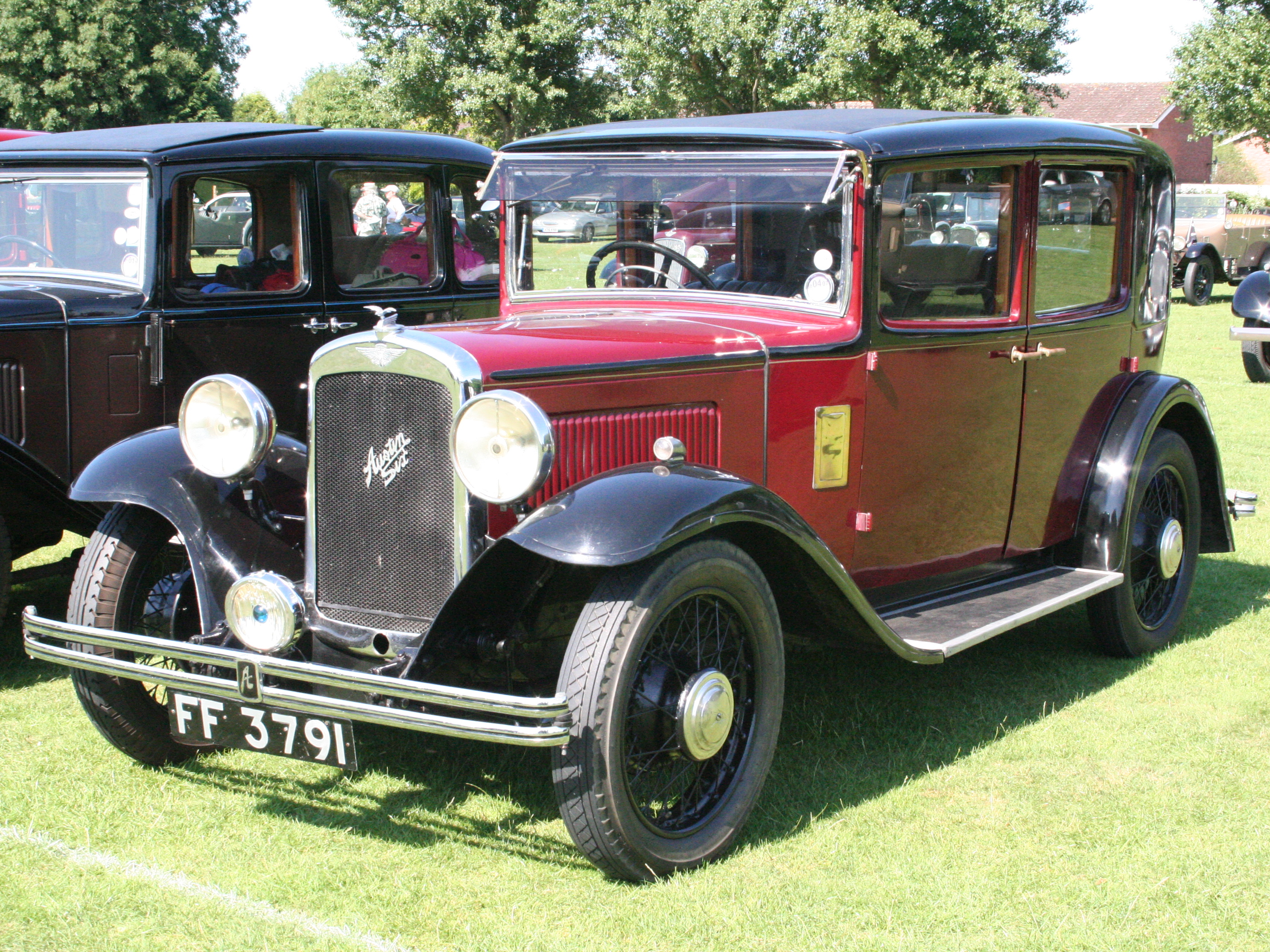
Berline Westminster 4-light 1932[note 1]
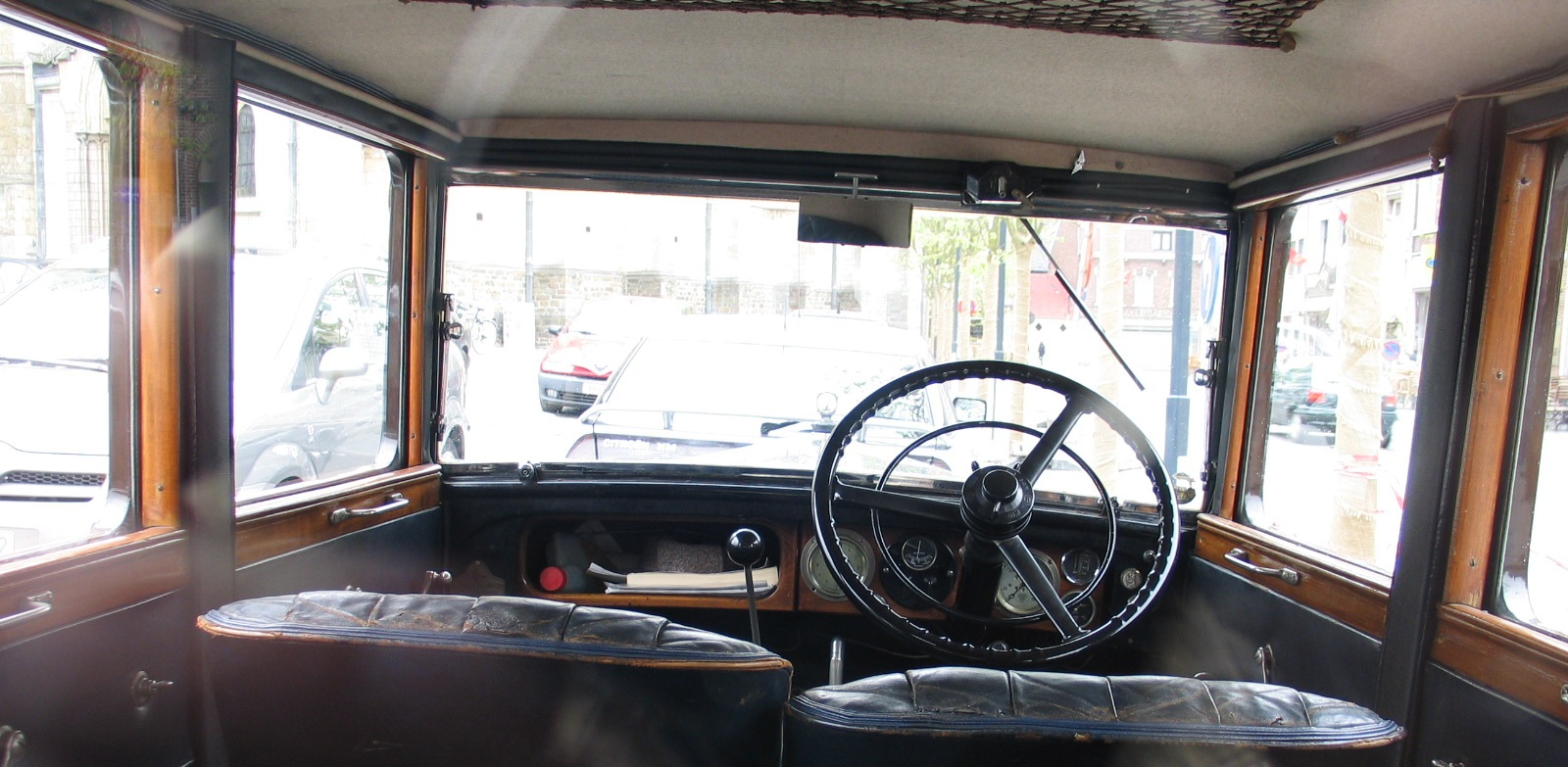
Intérieur de la berline Berkeley Sixteen 1932
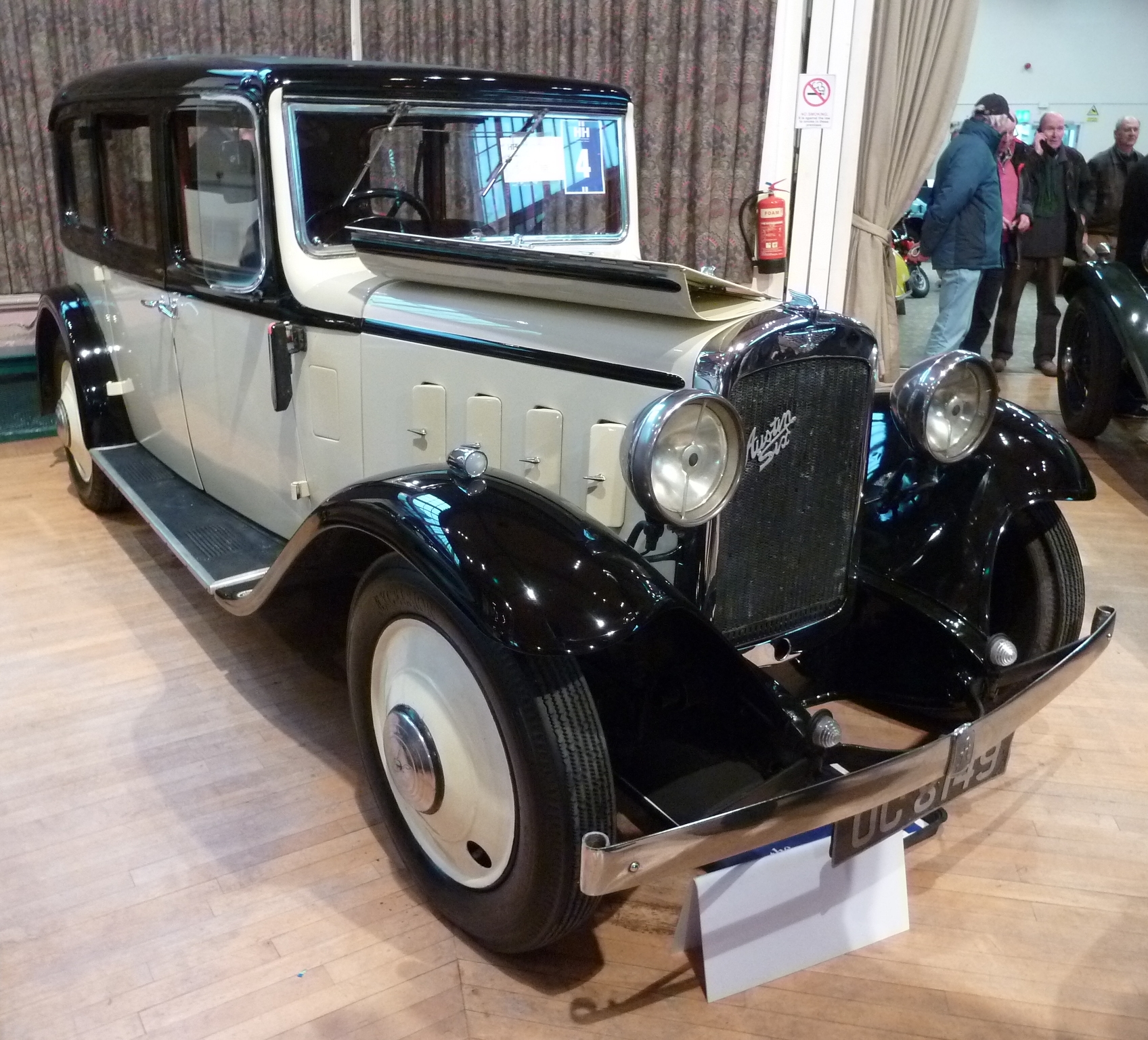
Berline châssis long Carlton Sixteen 7-places 1934
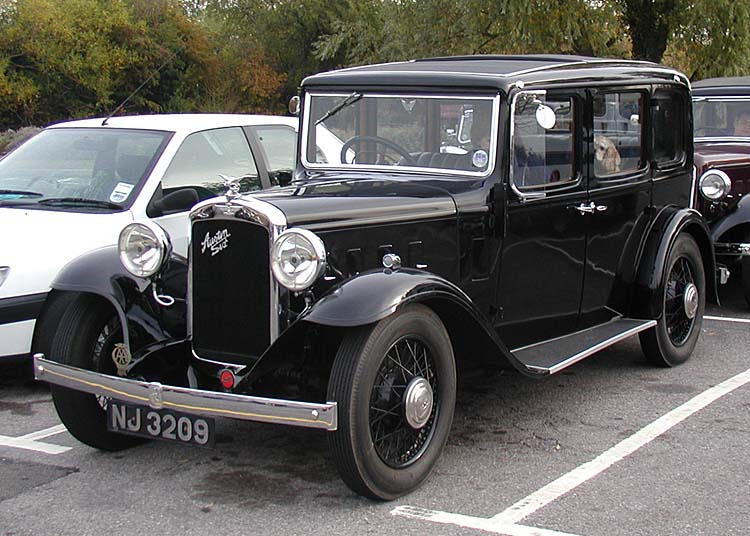
Berline Berkeley Sixteen 1934
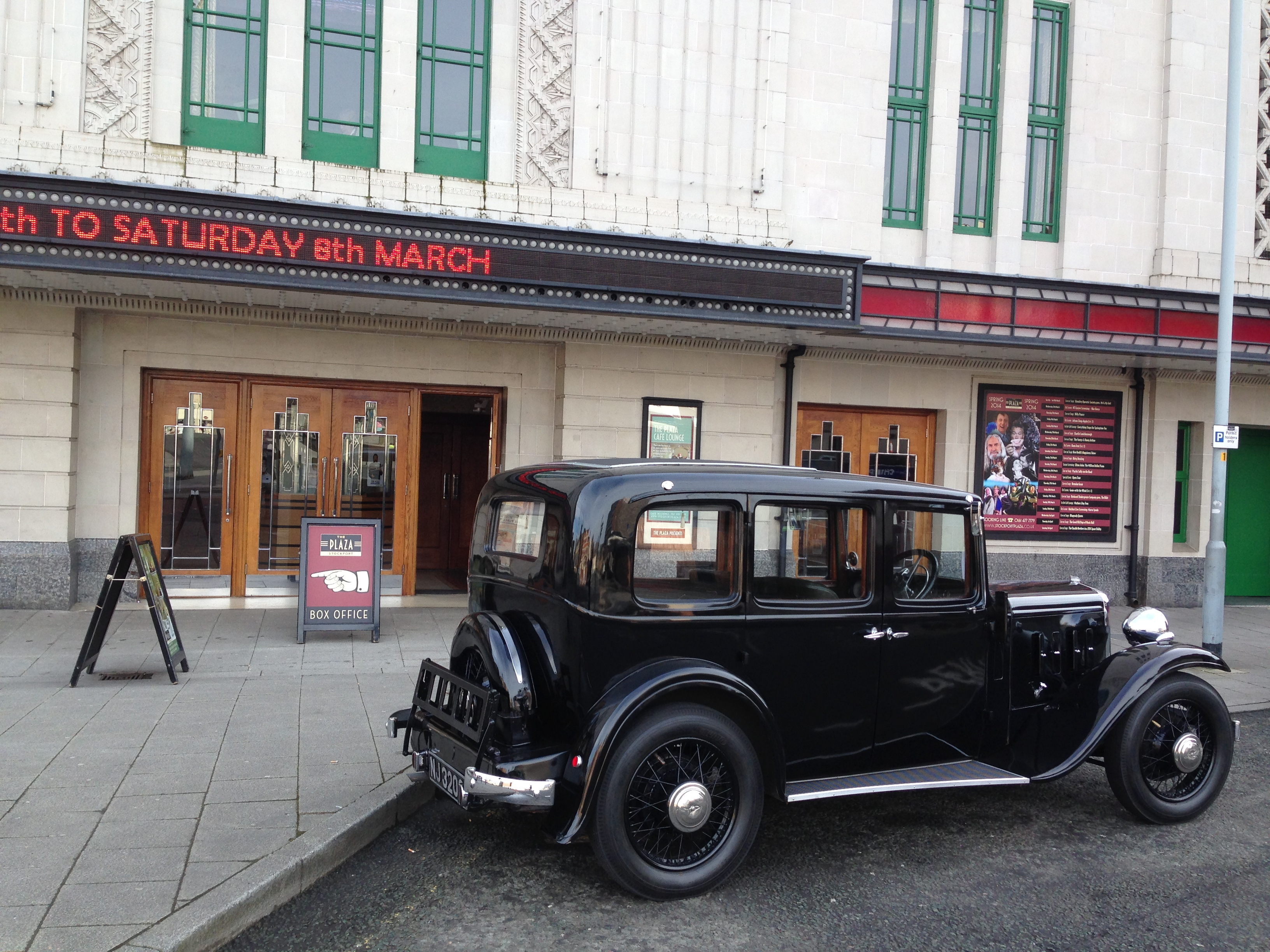
Berline Berkeley Sixteen 1 934 in period setting
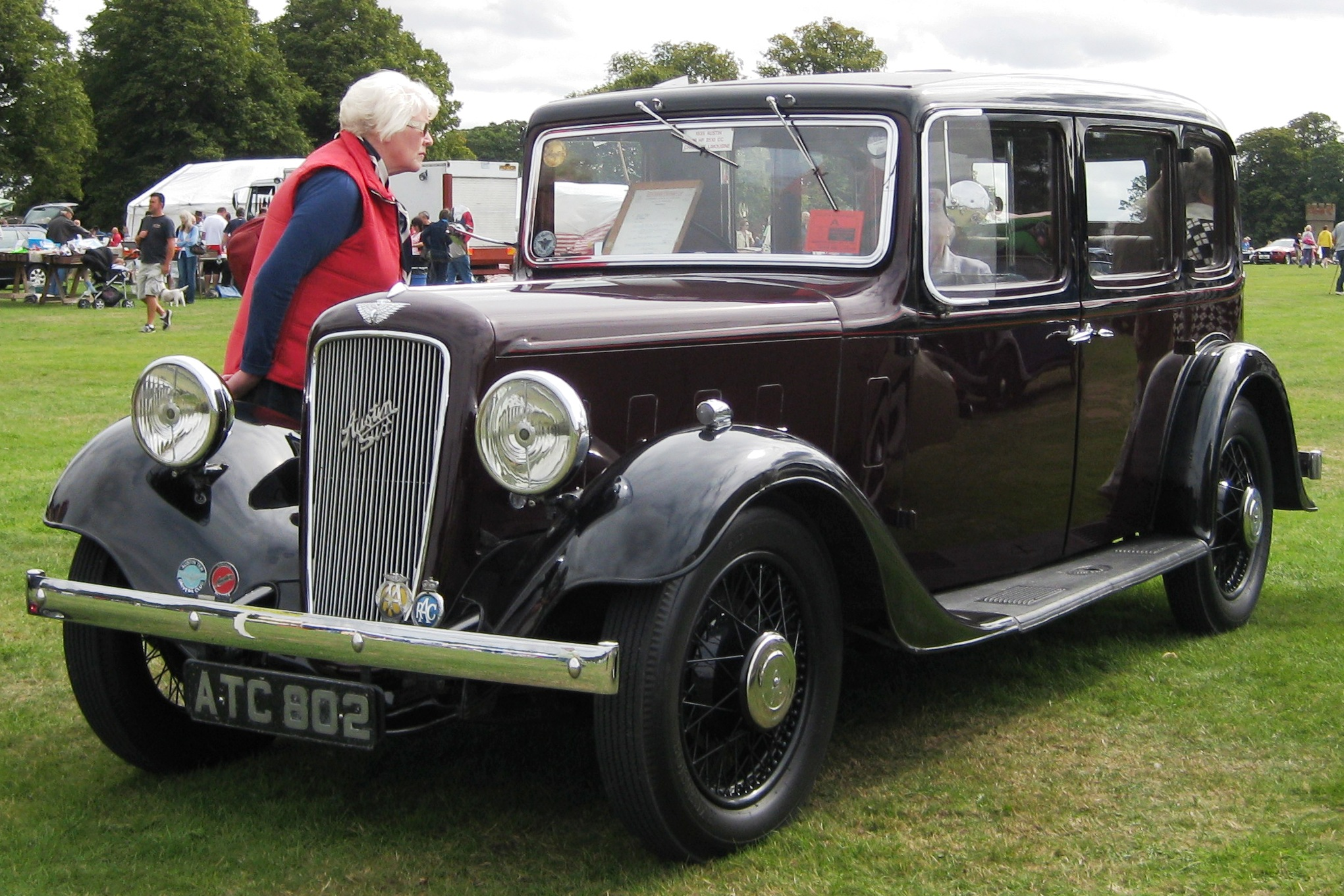
Limousine 5 places Chalfont Sixteen 18 hp 1935 roues à rayons[note 2]
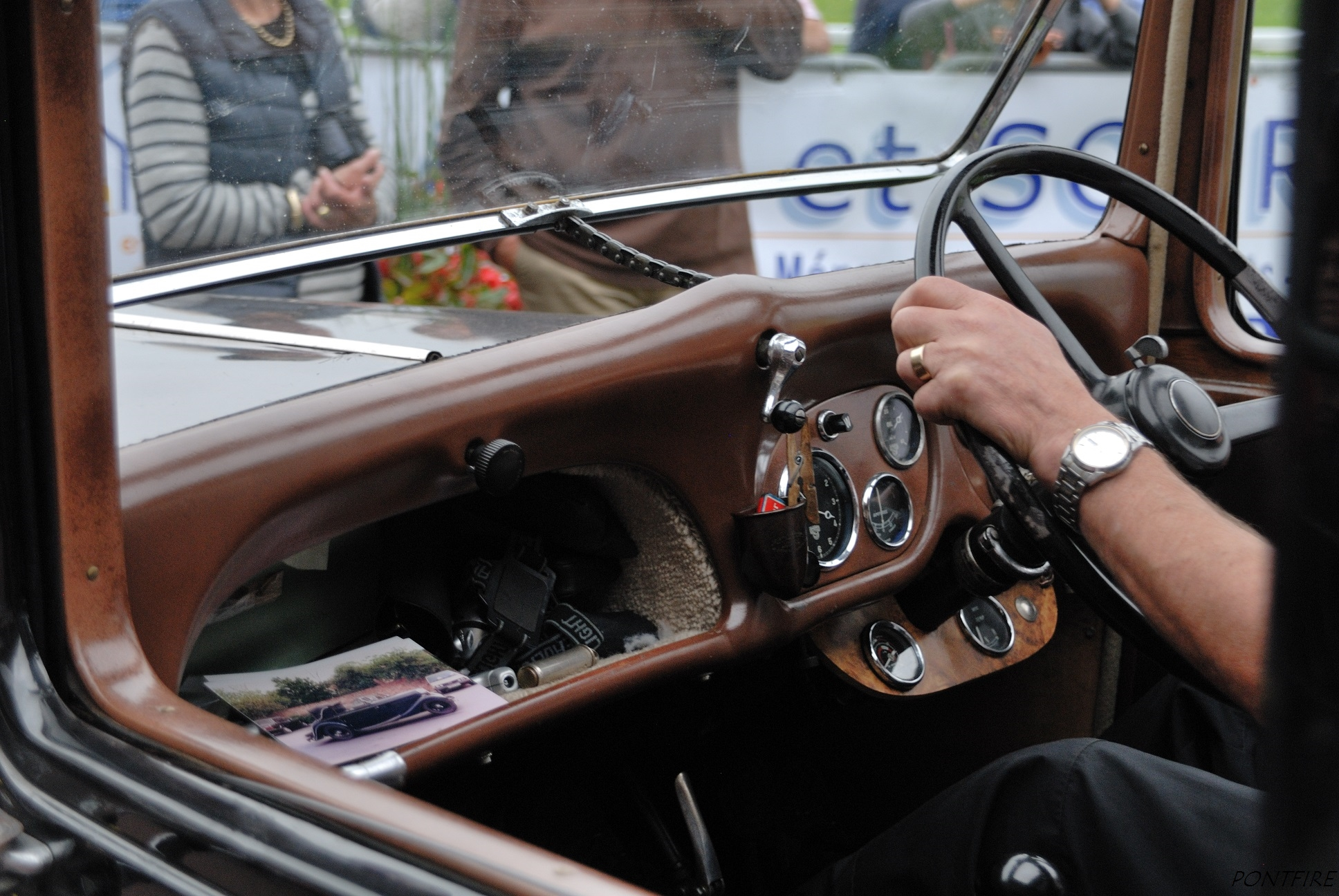
Intérieur de la limousine Chalfont Sixteen 18 hp 1936
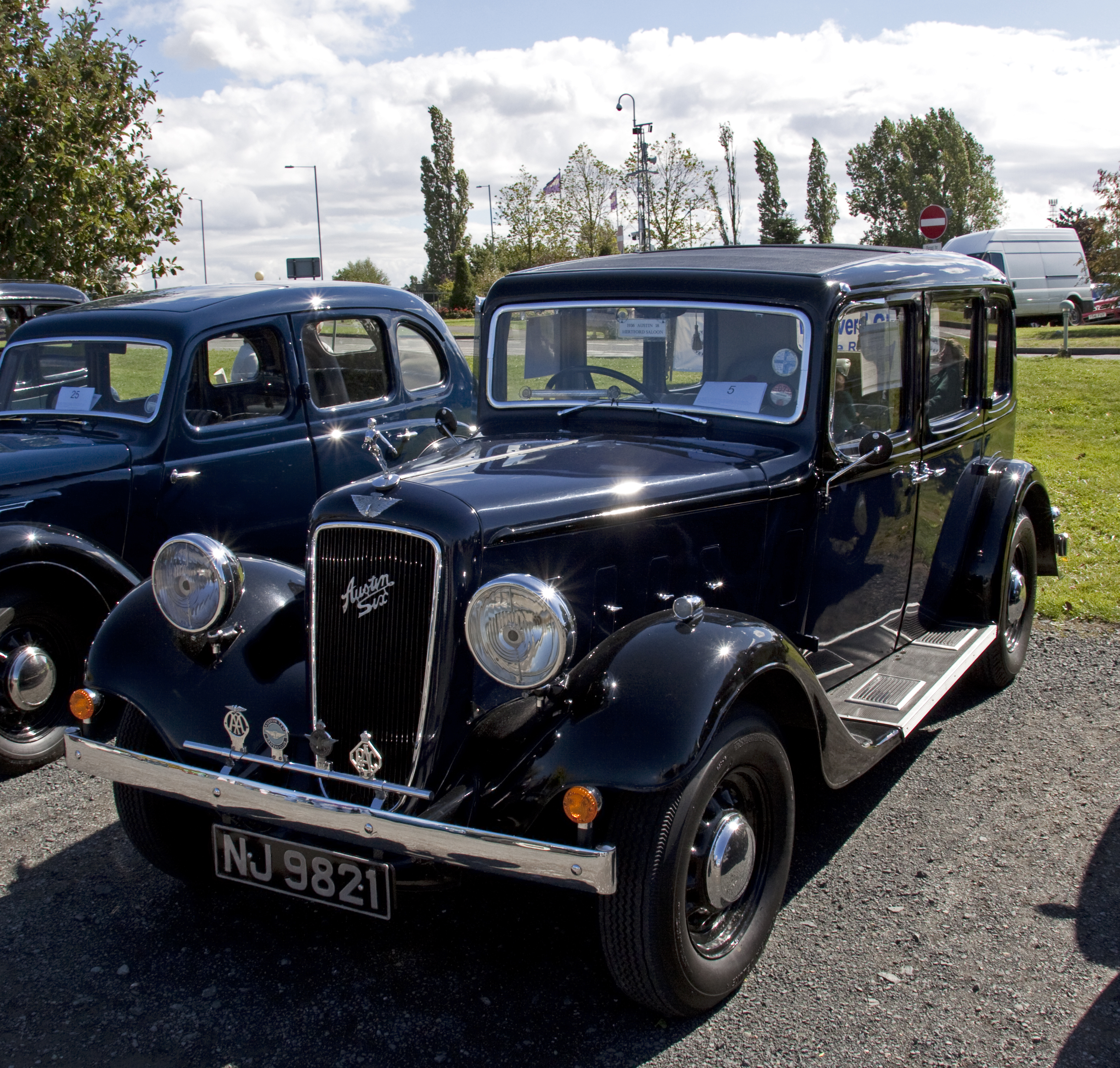
Berline cinq places Hertford Sixteen 18 hp 1936 roues en acier embouti
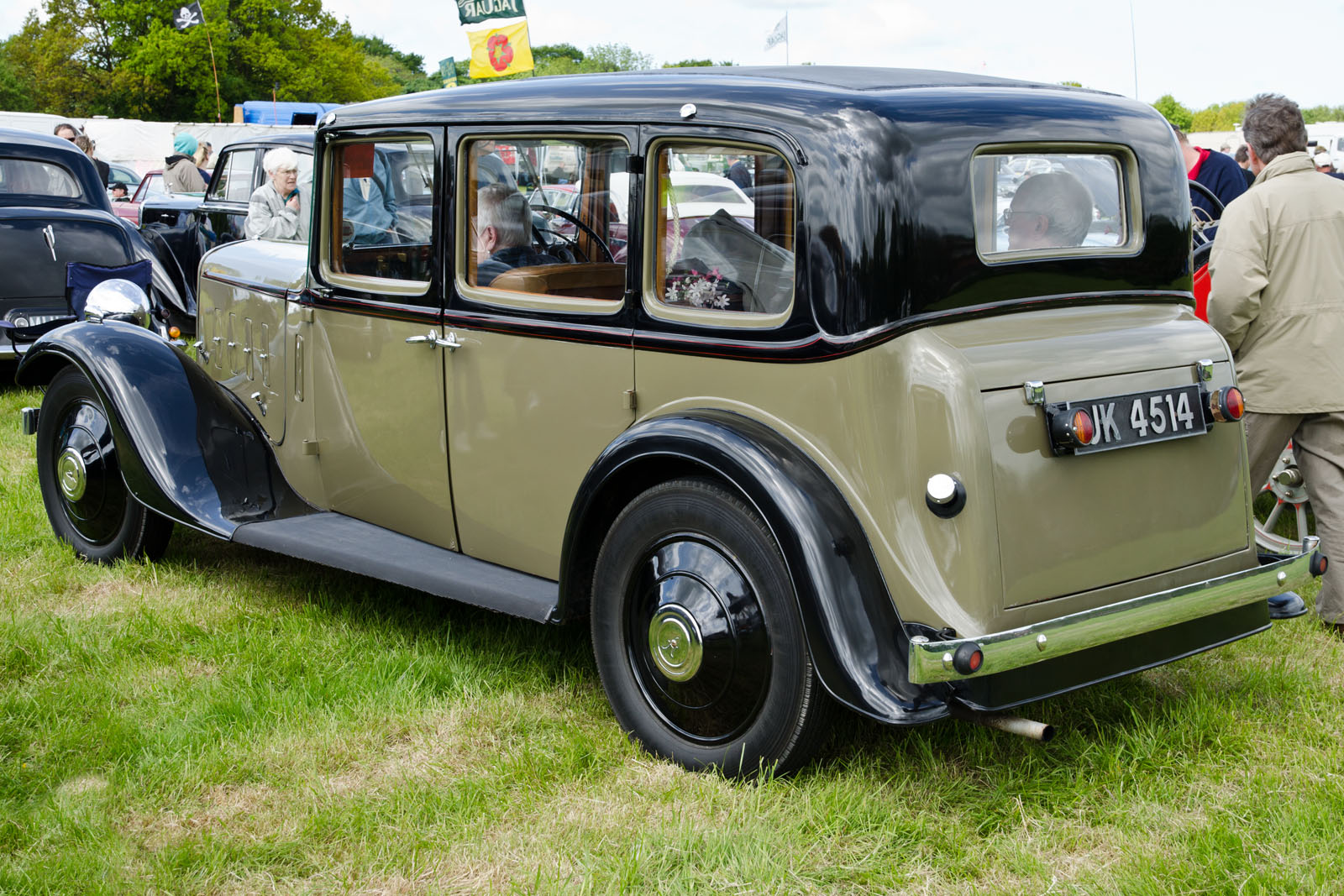
York Sixteen Berline cinq places 1935

## Catalogue de 1927 à 1937
Le premier nom de cette voiture a été Austin Sixteen légère Six. En 1930, la Légère Six est supprimée et ne reste plus que la Austin Sixteen. À partir de 1933, il a été jugé nécessaire d'offrir un moteur de 18 ch, sans frais supplémentaires, à la mi 1937, cette carrosserie a été remplacée par une nouvelle forme uniquement disponible avec le moteur 18 cv et connue sous le nom d'Austin Eighteen.
| Carrosserie  | Modèle           | Sièges | Fenêtres de côté (légères) | Empattement | Mars 1928  | Mars 1929 | Oct. 1929 | Mai 1930 | Fév. 1932 | Août 1933        | Avril 1935       |
| ------------ | ---------------- | ------ | -------------------------- | ----------- | ---------- | --------- | --------- | -------- | --------- | ---------------- | ---------------- |
|              |                  |        |                            |             | Six Légère | Light Six | Light Six | Sixteen  | Sixteen   | Sixteen 16 ou 18 | Sixteen 16 ou 18 |
| Châssis seul |                  |        |                            |             |            | 240 £     |           |          |           |                  |                  |
| Tourer       | Open Road        | 5      |                            |             | 355 £      | 325 £     |           | 310 £    | 290 £     | 295 £            |                  |
| Tourer       | Open Road        | 2      |                            |             |            | 325 £     |           | 310 £    | 290 £     |                  |                  |
| Tourer       | Clifton          | 5      |                            |             | 305 £      | 305 £     |           |          |           |                  |                  |
| Tourer       | Harrow           | 2      |                            |             |            |           |           |          |           | 295v             |                  |
| Berline      | Burnham          | 5      |                            |             | 395 £      | 375 £     | 375 £     | 375 £    | 325 £     |                  |                  |
| Berline      | Burnham drophead | 5      |                            |             |            |           |           |          | 325 £     |                  |                  |
| Berline      | Fabric           | 5      | 4                          |             | 435 £      | 365 £     | 365 £     | 365 £    |           |                  |                  |
| Berline      | Fabric           | 5      | 6                          |             |            | 375 £     |           | 375 £    |           |                  |                  |
| Berline      | Windsor          | 5      |                            |             |            |           |           |          | 298 £     |                  |                  |
| Berline      | Westminster      | 5      | 4                          |             |            |           |           |          | 350 £     | 348 £            | 348 £            |
| Berline      | Berkeley         | 5      | 6                          |             |            |           |           |          |           | 318 £            |                  |
| Berline      | Hertford         | 5      |                            |             |            |           |           |          |           |                  | 318 £            |
| Berline      | Carlton          | 7      | 6                          | long        |            |           |           |          |           | 328 £            |                  |
| Berline      | Iver             | 7      | 6                          | long        |            |           |           |          |           | 338 £            |                  |
| Berline      | York             | 7      | 6                          | long        |            |           |           |          |           |                  | 328 £            |
| Berline      | Chalfont         | 7      | 6                          | long        |            |           |           |          |           |                  | 338 £            |